# Russka Partia Ludowa
Russka Partia Ludowa (Русская Народная Партія) – pierwsza moskalofilska partia polityczna w Galicji, założona w 1900 z inicjatywy Russkiej Rady.
Zaraz po powstaniu pojawiły się w niej dwa przeciwstawne nurty: starorusinów i rusofilów, które w końcu doprowadziły do jej rozpadu w 1909.
Głównymi przedstawicielami nurtu starorusińskiego byli: Mychajło Korol, o. W. Dawydiak, Osyp Monczałowśkyj, o. I. Kostećkyj, J. Pawenckyj, M. Hłebowyckyj, Wołodymyr Kuryłowycz.
Nurt rusofilski reprezentowali: Wołodymyr Dudykewycz, Marian Hłuszkewycz, Dmytro Markow, S. Łabenckyj, o. M. Rastaweckyj, o. Kornyło Senyk, Cyryl Czerlunczakiewicz, Józef Czerlunczakiewicz, O. Walnyckyj.